# Thomas Bewick
Thomas Bewick (agosto de 1753-8 de noviembre de 1828) fue un ornitólogo y grabador en madera inglés.
Bewick nació en Cherryburn, Northumberland, cerca de Newcastle-upon-Tyne.
Su padre arrendaba una pequeña mina de carbón en Mickleybank y envió a su hijo al colegio en Mickley. Thomas fue un mal estudiante pero mostró a muy corta edad talento por el dibujo aunque no cursó lecciones de arte. A la edad de 14 años se fue como aprendiz de Ralph Beilby, un grabador de Newcastle. En su estudio, Bewick grabó una serie de diagramas en madera para el Dr. Hutton, ilustrando un tratado de medidas. Parece que a continuación se dedicó completamente al grabado en madera y en 1775 recibió un premio de la Sociedad para el Fomento de las Artes y Manufacturas por el grabado en madera del "Huntsman and the Old Hound". En 1776 se convirtió en socio de la firma de Beilby. 
SusSelect Fables (1784), contenían grabados que eran muy superiores a cualquier otro realizado hasta el momento. The Quadrupeds apareció en 1790, y su gran obra, British Birds fue publicado entre 1797 y 1804. En la realización de esta obra Bewick aprovechó su conocimiento de los hábitos de los animales obtenido durante sus constantes salidas al campo. Otros trabajos por los que fue bien conocido incluyen los grabados para Oliver Goldsmith, Traveller and Deserted Village, para Thomas Parnell, Hermit, para William Somervile Chase y para la colección de Fables of Aesop and Others. Bewick tuvo numerosos aprendices, algunos de los cuales adquirieron cierta distinción como grabadores. Entre ellos se incluye su hijo y posteriormente socio Robert Elliott.
El trabajo de Bewick se considera la cima de su campo. Es posible que debido a sus métodos, Bewick, a diferencia de sus antecesores, fuera capaz de tallar maderas más duras usando herramientas más finas debidas en parte a la grabación en metal. 
Su autobiografía, Memoirs of Thomas Bewick, by Himself, apareció en 1862, poco después de su muerte. Una especie de cisne, el Cisne chico (Cygnus bewickii) se nombró en su memoria.
La escuela Thomas Bewick Primary, de Newcastle-upon-Tyne, lleva su nombre en su honor.